# Associazione Calcio Novara 1939-1940
Questa voce raccoglie le informazioni riguardanti l'Associazione Calcio Novara nelle competizioni ufficiali della stagione 1939-1940.

## Stagione
Nella stagione 1939-1940 il Novara disputò il terzo campionato di Serie A della sua storia.

## Divise
Sul petto è riportato lo stemma della città di Novara.
| 1ª divisa |

## Organigramma societario
Area direttiva
- Presidente: Alvise Peretti

Area tecnica
- Direttore tecnico: Omodei
- Allenatore: Carlo Rigotti

## Rosa
| N. |                   | Ruolo | Calciatore          |
| -- | ----------------- | ----- | ------------------- |
|    | Italia (bandiera) | P     | Orlando Sain        |
|    | Italia (bandiera) | P     | Egidio Scansetti    |
|    | Italia (bandiera) | D     | Virginio Bonati     |
|    | Italia (bandiera) | D     | Edoardo Galimberti  |
|    | Italia (bandiera) | D     | Alberto Mazzucco    |
|    | Italia (bandiera) | D     | Ugo Ruggerone       |
|    | Italia (bandiera) | C     | Renato Calzolai     |
|    | Italia (bandiera) | C     | Piero Dondi         |
|    | Italia (bandiera) | C     | Angelo Galli        |
|    | Italia (bandiera) | C     | Carlo Grazioli      |
|    | Italia (bandiera) | C     | Giuseppe Mainardi   |
|    | Italia (bandiera) | C     | Oliviero Mascheroni |

| N. |                   | Ruolo | Calciatore        |
| -- | ----------------- | ----- | ----------------- |
|    | Italia (bandiera) | C     | Edmondo Mornese   |
|    | Italia (bandiera) | C     | Giovanni Moroni   |
|    | Italia (bandiera) | C     | Carlo Rigotti     |
|    | Italia (bandiera) | C     | Bruno Vale        |
|    | Italia (bandiera) | C     | Raffaele Vallone  |
|    | Italia (bandiera) | A     | Vittorio Barberis |
|    | Italia (bandiera) | A     | Piero Mariani     |
|    | Italia (bandiera) | A     | Cosimo Muci       |
|    | Italia (bandiera) | A     | Mario Panagini    |
|    | Italia (bandiera) | A     | Marco Romano      |
|    | Italia (bandiera) | A     | Otello Torri      |
|    | Italia (bandiera) | A     | Remo Versaldi     |

## Risultati

### Serie A

#### Girone d'andata
| Arbitro: | Forni (Treviso) |

|                          |           |  |
| Costa 50’ Valcareggi 69’ | Marcatori |  |

| Arbitro: | Saracini (Ancona) |

|           |           |  |
| Torri 85’ | Marcatori |  |

| Arbitro: | Galeati (Bologna) |

|               |           |  |
| Baldi III 25’ | Marcatori |  |

| Arbitro: | Zelocchi (Modena) |

|                 |           |               |
| Romano 56’, 61’ | Marcatori | 37’ Menti III |

| Arbitro: | Fois (Roma) |

|                                            |           |                                  |
| Genta 5’, 49’ Neri II 39’, 54’ Gabardo 61’ | Marcatori | 4’ Barberis 66’ Torri 90’ Romano |

| Arbitro: | Scorzoni (Bologna) |

|           |           |  |
| Torri 43’ | Marcatori |  |

| Arbitro: | Moretti (Genova) |

|            |           |  |
| Busani 53’ | Marcatori |  |

| Arbitro: | Pirovano (Monza) |

|           |           |  |
| Torri 74’ | Marcatori |  |

| Novara 19 novembre 1939 | Novara           | 0 – 0 | Bologna | Stadio Littorio\| Arbitro: \| Soliani (Genova) \| |
| Arbitro:                | Soliani (Genova) |       |         |                                                   |

| Arbitro: | Saracini (Ancona) |

|                 |           |  |
| Varglien II 34’ | Marcatori |  |

| Arbitro: | Ciamberlini (Genova) |

|                                    |           |  |
| Versaldi 41’ Tortora II 75’ (aut.) | Marcatori |  |

| Arbitro: | Cardinali (Milano) |

|                      |           |            |
| Quario 47’ Prato 82’ | Marcatori | 65’ Romano |

| Arbitro: | Biancone (Roma) |

|              |           |  |
| Calzolai 18’ | Marcatori |  |

| Arbitro: | Saracini (Ancona) |

|               |           |  |
| Guarnieri 84’ | Marcatori |  |

| Arbitro: | Bonivento (Venezia) |

|                   |           |  |
| Romano 78’ (rig.) | Marcatori |  |

#### Girone di ritorno
| Arbitro: | Fois (Roma) |

|                     |           |                   |
| Muci 33’ Romano 78’ | Marcatori | 84’ (rig.) Grezar |

| Arbitro: | Ciamberlini (Genova) |

|                                        |           |            |
| Sentimenti III 15’, 65’ Notti 41’, 71’ | Marcatori | 31’ Romano |

| Arbitro: | Dattilo (Roma) |

|  |           |                  |
|  | Marcatori | 42’ (aut.) Galli |

| Arbitro: | Mazza (Torre del Greco) |

|                            |           |                             |
| Tagliasacchi 62’ Penzo 76’ | Marcatori | 87’ (rig.) Romano 88’ Galli |

| Arbitro: | Zelocchi (Modena) |

|  |           |               |
|  | Marcatori | 77’, 84’ Muci |

| Novara 10 marzo 1940 | Novara             | 0 – 0 | Lazio | Stadio Littorio\| Arbitro: \| Pizziolo (Firenze) \| |
| Arbitro:             | Pizziolo (Firenze) |       |       |                                                     |

| Arbitro: | Saracini (Ancona) |

|            |           |  |
| Dugini 11’ | Marcatori |  |

| Arbitro: | Conticini (Firenze) |

|                                    |           |  |
| Reguzzoni 37’, 85’ Vale 41’ (aut.) | Marcatori |  |

| Arbitro: | Zelocchi (Modena) |

|              |           |  |
| Barberis 29’ | Marcatori |  |

| Arbitro: | Scotto (Savona) |

|                                         |           |              |
| De Filippis 2’ Busidoni 28’ Alberti 74’ | Marcatori | 11’ Barberis |

| Arbitro: | Scorzoni (Bologna) |

|                             |           |           |
| Barberis 15’ Torri 54’, 83’ | Marcatori | 89’ Conti |

| Arbitro: | Dattilo (Roma) |

|  |           |           |
|  | Marcatori | 18’ Biagi |

| Arbitro: | Bonivento (Venezia) |

|              |           |  |
| Riccardi 47’ | Marcatori |  |

| Arbitro: | Ciamberlini (Genova) |

|              |           |  |
| Calzolai 81’ | Marcatori |  |

| Arbitro: | Marsciani (Modena) |

|                                            |           |              |
| Pantò 25’ (rig.) Coscia 33’ Providente 40’ | Marcatori | 77’ Versaldi |

### Coppa Italia

#### Sedicesimi di finale
| Arbitro: | Scarpi (Dolo) |

|  |           |                            |
|  | Marcatori | 52’ Pasinati 75’ Boniforti |

## Statistiche

### Statistiche di squadra
| Competizione | Punti | In casa | In casa | In casa | In casa | In casa | In casa | In trasferta | In trasferta | In trasferta | In trasferta | In trasferta | In trasferta | Totale | Totale | Totale | Totale | Totale | Totale | DR  |
| Competizione | Punti | G       | V       | N       | P       | Gf      | Gs      | G            | V            | N            | P            | Gf           | Gs           | G      | V      | N      | P      | Gf     | Gs     | DR  |
| ------------ | ----- | ------- | ------- | ------- | ------- | ------- | ------- | ------------ | ------------ | ------------ | ------------ | ------------ | ------------ | ------ | ------ | ------ | ------ | ------ | ------ | --- |
| Serie A      | 27    | 15      | 11      | 2       | 2       | 16      | 5       | 15           | 1            | 1            | 13           | 11           | 30           | 30     | 12     | 3      | 15     | 27     | 35     | -8  |
| Coppa Italia |       | 1       | 0       | 0       | 1       | 0       | 2       | -            | -            | -            | -            | -            | -            | 1      | 0      | 0      | 1      | 0      | 2      | -2  |
| Totale       | -     | 16      | 11      | 2       | 3       | 16      | 7       | 15           | 1            | 1            | 13           | 11           | 30           | 31     | 12     | 3      | 16     | 27     | 37     | -10 |

### Statistiche dei giocatori[1]
| Giocatore       | Serie A  | Serie A | Coppa Italia | Coppa Italia | Totale   | Totale |
| Giocatore       | Presenze | Reti    | Presenze     | Reti         | Presenze | Reti   |
| --------------- | -------- | ------- | ------------ | ------------ | -------- | ------ |
| V. Barberis     | 21       | 4       | -            | -            | 21       | 4      |
| V. Bonati       | 12       | 0       | -            | -            | 12       | 0      |
| R. Calzolai     | 10       | 2       | -            | -            | 10       | 2      |
| P. Dondi        | 1        | 0       | -            | -            | 1        | 0      |
| E. Galimberti   | 30       | 0       | 1            | 0            | 31       | 0      |
| A. Galli        | 13       | 1       | 1            | 0            | 14       | 1      |
| G. Mainardi     | 1        | 0       | -            | -            | 1        | 0      |
| P. Mariani      | 7        | 0       | 1            | 0            | 8        | 0      |
| O. Mascheroni   | 14       | 0       | -            | -            | 14       | 0      |
| A. Mazzucco     | 18       | 0       | 1            | 0            | 19       | 0      |
| E. Mornese      | 24       | 0       | 1            | 0            | 25       | 0      |
| G. Moroni       | 1        | 0       | 1            | 0            | 2        | 0      |
| C. Muci         | 14       | 2       | -            | -            | 14       | 2      |
| M. Panagini     | 1        | 0       | -            | -            | 1        | 0      |
| C. Rigotti (II) | 29       | 0       | -            | -            | 29       | 0      |
| M. Romano       | 25       | 8       | 1            | 0            | 26       | 8      |
| U. Ruggerone    | 1        | 0       | -            | -            | 1        | 0      |
| O. Sain         | 29       | -35     | 1            | -2           | 30       | -37    |
| E. Scansetti    | 1        | 0       | -            | -            | 1        | 0      |
| O. Torri        | 21       | 6       | -            | -            | 21       | 6      |
| B. Vale         | 27       | 0       | 1            | 0            | 28       | 0      |
| R. Vallone      | 7        | 0       | 1            | 0            | 8        | 0      |
| R. Versaldi     | 23       | 2       | 1            | 0            | 24       | 2      |